# Louis Paradis de La Roche
Louis Paradis de la Roche, né à Landau en 1701 et mort au combat le 13 septembre 1748 à Pondichéry, est un ingénieur militaire français qui servit notamment au profit de la Compagnie française des Indes orientales.

## Biographie

### Débuts
Après avoir servi comme ingénieur en second sur l'île Bourbon, il est affecté en 1737 à Mahé dont il dirige les travaux de fortifications. Promu capitaine et ingénieur en chef à la suite du départ de Charpentier de Cossigny, il devient en septembre 1742 conseiller honoraire du Conseil supérieur de Pondichéry. 
La même année, à la demande du gouverneur Joseph François Dupleix, il étudie les défenses du comptoir britannique de Madras. En 1744, il participe à la défense de Karikal, assiégée par des troupes du royaume de Tanjore avant d'en être nommé directeur à la suite du décès de Février, tué accidentellement dans l'explosion d'une poudrière.

### Madras
Rappelé à Pondichéry en juillet 1746, il participe en septembre, sous le commandement de Bertrand-François Mahé de La Bourdonnais, à l'expédition aboutissant à la chute de Madras. À cause du conflit qui oppose Dupleix à La Bourdonnais à propos de l'avenir de Madras, Paradis quitte la ville et retourne à Pondichéry. L'année suivante, Paradis, à la suite du témoignage du secrétaire du Conseil anglais de Madras, un dénommé Savage, signe le procès-verbal de la discussion afin de l’authentifier ; pièce qui sert ensuite à appuyer les accusations de trahison contre La Bourdonnais. 
Mafouz Khan, fils de Anwar ud-Din, nabab d'Arcate, entreprit sous l'influence des Anglais d'assiéger Madras. Mis à la tête d'une troupe de 500 fantassins — Français, topas et cipayes —, Paradis, appuyé par une sortie de la garnison commandée par le capitaine La Touche, battit aisément les troupes indiennes installées sur les rives du petit fleuve côtier de l'Adyar le 4 novembre 1746. 
Nommé membre du conseil provincial de Madras, il s'opposa rapidement à d’autres membres, dont Louis Barthélémy, en particulier à la suite de sa nomination par Dupleix comme président dudit conseil. Il dut également faire face à l'opposition des officiers plus anciens : Alexandre Antoine de Bury et Jean-Jacques Dubernat de La Tour.

### Une suite d’échecs
Rappelé par Dupleix, il est attaqué avec ses trois cents hommes près de Sadras par la cavalerie de Mafouz Khan qui l'oblige à abandonner la plupart des bagages et lui infligea quelques pertes. Son rappel était destiné à le mettre à la tête d'une expédition contre Gondelour mais l'opposition d'autres officiers amena à la nomination de Bury. À Mangicoupam, près de Goudelour, le campement français fut assailli par les troupes indiennes qui profitèrent du peu de précautions prises par Bury, mettant ainsi un terme à l'expédition.
En mars 1747, Dupleix ordonna une expédition contre le fort britannique de Saint-David. Là encore, il ne put mettre Paradis à la tête de l'expédition qui fut dirigée par La Tour, mais ce dernier promis de tenir compte de l'avis de celui-ci. Du fait de l'arrivée impromptue de l'escadre anglaise du commodore Griffin, l'expédition échoua.

### Le siège de Pondichéry

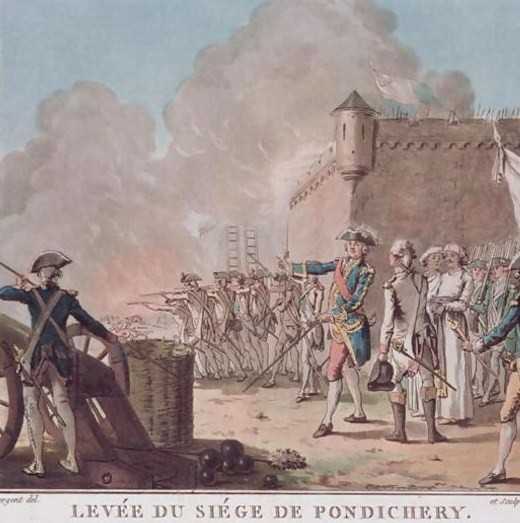
Le siège de Pondichéry en 1748, au cours duquel Paradis trouva la mort.

Le 20 août 1748, l'amiral britannique Edward Boscawen entama le siège de Pondichéry, siège des établissements français des Indes orientales. La place avait été considérablement renforcée par Dupleix les mois précédents en prévision d'un tel événement. Boscawen voulant s'emparer de la première ligne de défense, il concentra ses efforts sur le fort verrouillant la rivière d'Arioucoupam. Dupleix, à la suite de premiers échecs de l'assaillant et voyant les efforts de celui-ci augmenter, nomma Paradis à la tête de la garnison du fort. La garnison résista jusqu'au 30 août lorsqu'un boulet britannique amena une poudrière à exploser, forçant ainsi à l'évacuation. Le 11 septembre, sur une proposition de Mme Dupleix, une sortie fut menée. Elle se termina par un désastre et Paradis fut mortellement blessé. Il décéda le 13.

## Famille
Il épousa, aux alentours de 1730, Marie-Thérèse Duhamel mais ne semble pas avoir eu de descendance[réf. nécessaire]. 